# Иск Всемирного еврейского конгресса против швейцарских банков
Иск Всемирного еврейского конгресса против швейцарских банков был подан в 1995 году с целью вернуть вклады, внесенные в три крупнейших швейцарских банка (UBS, Credit Suisse и Швейцарская банковская корпорация) жертвами нацистских преследований во время и до Второй мировой войны. Переговоры Всемирного еврейского конгресса были начаты с правительством Швейцарии и швейцарскими банками, а затем расширены и охватили швейцарские страховые компании. Сильная поддержка со стороны политиков и чиновников США как на федеральном уровне, так и на уровне штатов, угрозы санкций против трех швейцарских банков, а также обнародование банковских документов охранником банка Кристофом Мейли способствовали урегулированию иска в 1998 году в американском суде для нескольких категорий людей, пострадавших от государственной и банковской практики. Само правительство Швейцарии не подписало соглашение. По состоянию на начало 2020 года 1,29 миллиарда долларов США было выплачено примерно 458 400 заявителям.
Хотя многие в Соединенных Штатах восхваляют это соглашение как важную юридическую веху в восстановлении правосудия в отношении Холокоста, оно вызвало споры в Швейцарии. Некоторые комментаторы сочли проблематичным тот факт, что сумма средств, в конечном итоге выплаченных, значительно превышала сумму, которая в конечном итоге была найдена в швейцарских банках (как это было определено Комиссией Волкера), и что окончательное урегулирование было основано не на точной сумме задолженности, а на мировом соглашении между Еврейским конгрессом и швейцарскими финансовыми института, которые находились по угрозой санкций со стороны США. Другие критиковали тот факт, что, согласно условиям урегулирования, швейцарские банки также считались финансово ответственными  за получение прибыли от отказа во въезде некоторых евреев в Швейцарию и за принудительный труд, выполняемый в пользу какой-либо швейцарской корпорации (не только банки) еврейскими беженцами, принятыми во время Второй мировой войны. Швейцарское правительство не участвовало в урегулировании.

## Историческая справка
Из-за объявленного Швейцарией военного нейтралитета во Второй мировой войне швейцарские банки были убежищем для еврейских активов до и во время войны. После окончания Второй мировой войны некоторые наследники убитых вкладчиков сообщали о трудностях с получением средств, поскольку швейцарские банки запросили свидетельства о смерти первоначальных вкладчиков. Однако нацисты не выдали свидетельства о смерти убитым. Более того, некоторые наследники жертв утверждали, что швейцарские банки препятствовали им и намеренно вводили их в заблуждение относительно существования вкладов. Швейцарские законы о банковской тайне не позволяли банкирам отвечать на вопросы о владельцах счетов лицам, которые, по их мнению, не имели доказательств того, что они связаны с первоначальным вкладчиком. Любое раскрытие информации могло привести к штрафу или тюремному заключению соответствующего банкира в соответствии с Федеральным законом Швейцарии о банках 1934 года.

## Юридическая основа
Истцы подали свои иски, ссылаясь на Закон о правонарушениях иностранцев 1789 года (ATCA), который позволяет рассматривать предполагаемые нарушения прав человека, совершенные за рубежом, например, на территории Швейцарии, в федеральном суде США, если нарушение прав человека нарушает общепризнанные нормы, нормы международного права и существует достаточная связь с Соединенными Штатами.

## Переговоры
Начиная с 1995 года Всемирный еврейский конгресс начал переговоры от имени различных еврейских организаций со швейцарскими банками и правительством Швейцарии по поводу неактивных еврейских банковских счетов времен Второй мировой войны. Возглавляемый Эдгаром Бронфманом, наследником состояния Сигрэма, еврейский конгресс подал коллективный иск в Бруклине, Нью-Йорк, объединив несколько установленных исков в Нью-Йорке, Калифорнии и округе Колумбия . Первоначальные иски возникли из-за недовольства переживших Холокост и их наследников. Они заявили о неправомерных трудностях с доступом к этим счетам из-за таких требований, как свидетельства о смерти (обычно отсутствующих для жертв Холокоста), а также из-за преднамеренных усилий со стороны некоторых швейцарских банков сохранить балансы на неопределенный срок.

## Слушания
Еврейский конгресс смог заручиться беспрецедентной поддержкой правительственных чиновников США, в том числе сенатора Альфонса Д'Амато от штата Нью-Йорк, который провел слушания в Банковском комитете Сената, на которых он заявил, что обладает «недавно рассекреченными документами, которые проливают новый свет» на роль Швейцарии в войне. Он также заявил, что «сотни миллионов долларов» еврейских активов времен войны остались в швейцарских банках. По указанию президента Билла Клинтона  заместитель министра торговли Стюарт Эйзенштат дал показания на этих слушаниях и заказал доклад , в котором Швейцария обвинялась в том, что она является «банкиром нацистской Германии». Доклад основан исключительно на правительственных архивах США. Кристоф Мейли, охранник швейцарского банка, также дал показания на слушаниях, утверждая, что был свидетелем незаконного уничтожения записей военного времени в Union Bank of Switzerland ( SBG/UBS ) в январе 1997 года. Он тайно вынес записи о сделках с немецкими компаниями военного времени и передал их в Швейцарско- израильскую культурную ассоциацию. Был выдан ордер на его арест за нарушение законов о банковской тайне, и он бежал в США. В UBS заявили, что эти записи не имеют отношения к неактивным еврейским счетам.
Среди других лиц, давших показания, был британский писатель Том Бауэр, написавший книгу под названием «Кровавые деньги: швейцарцы, нацисты и разграбленные миллиарды». 

## Комиссии Волкера и Бержье
Аудит комиссии Волкера стоил 300 миллионов швейцарских франков и был оплачен швейцарскими банками, а окончательный отчет был представлен в декабре 1999 года. Отчет установил, что балансовая стоимость всех неактивных счетов, возможно принадлежавших жертвам нацистских преследований, которые были невостребованы, закрыты нацистами или неизвестными лицами, в 1999 году составляла 95 миллионов швейцарских франков. Из этой суммы 24 миллиона швейцарских франков «вероятно» были связаны с жертвами нацистских преследований. Кроме того, комиссия не нашла «никаких доказательств систематического уничтожения записей счетов жертв, организованной дискриминации в отношении счетов жертв нацистских преследований или согласованных усилий по перенаправлению средств жертв нацистских преследований на ненадлежащие цели». Он также «подтвердил доказательства сомнительных и мошеннических действий некоторых отдельных банков при обращении со счетами жертв». Комиссия Волкера рекомендовала, чтобы для целей расчетов балансовая стоимость была изменена обратно до стоимости 1945 года (путем добавления уплаченных сборов и вычитания процентов), а затем умножена на 10, чтобы отразить средние ставки долгосрочных инвестиций в Швейцарии. Согласно этим правилам, владельцам счетов или их наследникам было присуждено в общей сложности 379,4 миллиона долларов. В тех случаях, когда истца можно было проверить, но размер счета не удавалось установить, присуждалась компенсация в размере 125 000 долларов США. Комиссия рекомендовала передать оставшуюся часть суммы другим жертвам нацистских преследований.
Комиссия Бержье пришла к аналогичным выводам о поведении банков и установила, что торговля с нацистской Германией не привела к значительному продлению Второй мировой войны.

## Урегулирование
22 ноября 2000 года судья Эдвард Р. Корман объявил об урегулировании дела, одобрив план , предусматривающий выплату 1,25 миллиарда долларов в фонды, контролируемые Израильским банковским трастом. Иуда Грибец был назначен специальным магистром для управления этим планом, который иногда называют «Планом Грибца» по имени его главного автора.
По состоянию на 31 января 2020 года 1,29 миллиарда долларов США было выплачено примерно 458 400 заявителям.

## Последствия
Успех истцов в достижении мирового соглашения послужил поводом для дальнейших исков против иностранных банков и юридических лиц в соответствии с Законом о правонарушениях в отношении иностранцев. Эд Фэган, один из главных адвокатов, представляющих истцов в деле Всемирного еврейского конгресса против швейцарских банков, снова подал иск против Credit Suisse и UBS в 2002 году, на этот раз от имени южноафриканских жертв апартеида. Позже дело было расширено и теперь охватило более 30 компаний, включая Nestle, Ford, Shell, ExxonMobil и Citigroup. Адвокат утверждал, что корпорации способствовали финансированию южноафриканской политики апартеида, тем самым способствуя и продлевая нарушения прав человека. Это дело было прекращено федеральным судьей США в 2004 году.
Позже Фэган был лишен адвокатского статуса во многих штатах из-за неуплаты судебных штрафов и сборов, а также за кражу денег клиентов и целевых фондов у переживших Холокост, некоторых из которых он представлял во время иска Всемирного еврейского конгресса.